# Ingikondré (Coronie)
Ingikondré, tot 2004 Inverness genaamd, is een dorp en voormalige plantage in het district Coronie in Suriname. Het ligt aan de Oost-Westverbinding.
De naam Ingikondré (inheems land) herinnert aan een inheemse nederzetting die zich hier bevond. Begin 21e eeuw waren er drie winkels. Sinds 1984 is er het kindertehuis Nehemia gevestigd.

## Geschiedenis
Ingikondré was tot en met de 19e eeuw het oostelijke eindpunt van de weg vanuit Totness. Om in Paramaribo te komen moest men per schip via de zee reizen. Later werden oostwaarts nog enkele stukken grond uitgegeven, Palestina, Penel, Bethel en Bethaniē genaamd. Op deze plek werden in 1817 de perceelnummers 231 tot en met 236 aan S. van Thol uitgegeven, die ze niet in cultuur bracht. De erfgenamen zagen daar ook van af en gaven de stukken grond in 1825 aan het gouvernement terug. Daarna kwam het in het bezit van de Schot William MacIntosh van Inverness, die er een katoenplantage van maakte. Hiervan werd gewag gemaakt door Teenstra. In 1843 had de plantage een omvang van 500 akkers en werkten er 70 slaven. In 1854 waren dat er 59.
Na de afschaffing van de slavernij is het stuk grond een tijd verlaten geweest. In 1880 kwam het in allodiaal eigendom van William MacIntosh junior. William had zijn opvoeding deels in Rotterdam genoten en daarna de inheemse binnenlanden van Suriname verkend. Hij beheerste meerdere Surinaamse talen. Tot 1888 was hij directeur-commissaris van de Inverness Veestapel Maatschappij, ook wel Inverness (Cattle Farming) Company.
In september 1886 kwam de plaats in het Surinaamse nieuws toen er een traject door het oerwoud werd gekapt tussen Ingikondré en de rivier de Coppename. De jaren daarop volgden plannen om er een communicatieweg aan te leggen, maar de plannen sneuvelen steeds. Tot minstens 1919 lijdt het daardoor een zieltogend bestaan, mede vanwege ziekte van bomen, voornamelijk kokospalmen. Ook in dat jaar is de situatie verre van optimaal met drassige vlakten tussen dorp en rivier. Pas in 1947 volgde de definitieve ontsluiting van het district door de opening van de weg met een lengte van 35 kilometer tussen Ingikondré en Jenny, en daardoor met Paramaribo en de rest van oostelijk Suriname.
In 1929 werd een begin gemaakt met de verbouw van paddie (rijst).
In 2021 zorgde hevige regenval voor een breuk in een zwampwaterkerende dam en grote wateroverlast in het dorp.
A la bonne heure · Anna's Zorg · Akkerboom · Alliance · Alkmaar · Andresa · Auka · Andreesgift · Bantaskine · Barbados · Batavia · Beekenhorst · Belladrum · Bellevue · Belwaarde · Beninenburg · Berg en Dal · Bergen op Zoom · Berlijn (Commewijne) · Berlijn (Para) · Bethlehem · Boksweide · Boston · Botany Bay · Boxel · Bronswijk · Brouwerslust · Bruinendaal · Bucklebury · Buitenrust · Burnside · Cadrosspark · Caledonia · Campenburg · Cannewapibo · Catharina Sophia · Clevia  · Cliffort-Kokshoven · Clyde · Concordia · Concordia en een Kwart Lot · Courcabo · De Dageraad · De Goede Vriendschap · De Resolutie · De Vier Hendrikken · Diamond · Dijkveld · Domburg · Dordrecht · Eendragt · Elisabeth's Hoop · Ellen · L'Espérance (Nickerierivier) · L'Espérance (Surinamerivier) · Esthersrust · Fairfield · Fortuin · Flora · Florentia · Frederiksburg · Frederiksdorp · Frederikslust · Geertruidenberg · Geyersvlijt · Glensander · Gloria · Groot Chatillon · Groot Marseille · Guadeloupe · Hague · Hamburg · Hamilton · Hamptoncourt · Hannover · Hazard · Hebron · Hecht en Sterk · Hooyland · Hope · Houttuin · Huntly · Huwelijkszorg · Inverness · Jagtlust · Jodensavanne · Johan & Margaretha · Johanna Catharina · Johanna Maria · Johannesburg · John · Katwijk · Kent · Kerkshoven · Killenstein · Klein Bellevue · Kleinhoop · Krappahoek · Kroonenburg · Kwatta · La Jalousie · La Prosperité · La Rencontre · La Ressource (Saramacca) · La Ressource (Surinamerivier) · La Singularité · Laarwijk · Leasowes · Leliëndaal · Leonsberg · Livorno · Longmay · Lunenburg · Lust en Rust · Lustrijk · Maasstroom · Margarethenburg · Maria Petronella · Mariënbosch · Mariënburg · Margaretha's Gift · Mary's Hope · Meerzorg · Merveille · Moed en Kommer · Mon Bijou · Mon Souci · Mon Trésor · Monnikendam · Mopentibo · Morgenster · Moy · Nieuw Mocha · Nieuwzorg · Nieuwe Aanleg · De Nieuwe Grond · Nijd en Spijt · Novar · Nursery · Nut en Schadelijk · Onoribo · Onverwacht · Oranibo · Ornamibo · Overbrug · Overtoom 
· Oxford · Palestina · Paradise · Persévérance · Petersburg · Picardië · Peperpot · Pieterszorg · Plaisance · Poelwijk · Potosie · Purmerend · Reijnsdorp · Reijnsfort · Rijnberk · Roosenburg · Rorac · Rust en Werk · Rustenburg · Saltzhalen · Sans Souci · Saphir · Sarah · Sardam · Schaapstede · Schoonoord · Sinabo en Gelre · Sint Barbara · Sint Eustatius · Slootwijk · Sorgvliet · Spieringshoek · Standvastigheid · Suidwijn · Suzanna's Daal · Toevlugt (Surinamerivier) · Tout Lui Faut · Toledo · Totness · Tyronne · 't Vertrouwen · Victoria · Vierkinderen · Visserszorg · Voorburg · Voorzorg (Saramacca) · Vossenburg · Vredenburg · Vriendsbeleid en Ouderzorg · Vreeland · Waltonhall · Waldijk · Waterloo · Wederzorg · Welbedacht · Welgelegen (Commewijne) · Welgelegen (Coronie) · Welgevallen · Weltevreden · Wolffs Capoerica · Wolfenbüttel · 't Ylant · Zoelen · Zorg en Hoop (hout) · Zorg en Hoop (indigo) · Zorg en Hoop (katoen) · Zorg en Hoop (suiker)